# Giorgio Giulini

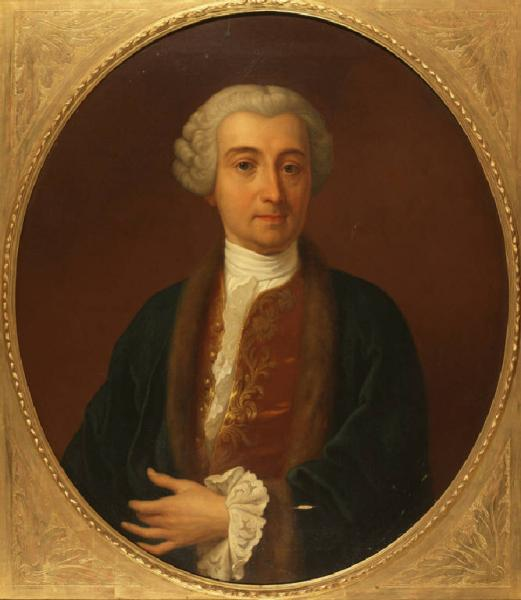
Graf Giorgio Giulini in einem historischen Porträt

Giorgio Giulini (* 16. Juli 1714 in Mailand; † 26. Dezember 1780 ebenda) war ein italienischer Historiker.

## Leben
Der aus einer wohlhabenden Mailänder Familie stammende Giorgio Giulini war ein Historiker und Historiograph der Stadt Mailand. Im Alter von nur 17 Jahren schloss er sein Studium der Rechtswissenschaften an der Universität Pavia ab, widmete sich aber auch der Archäologie und trat als Sekretär in die Accademia dei Trasformati ein. Giorgio begeisterte sich für Musik und Poesie; er erlernte verschiedene Instrumente und studierte Komposition bei Giovanni Battista Sammartini. Im Oktober 1748 heiratete er Virginia Moriggia († 1787), die Tochter des Markgrafen Cosimo.
Berühmt wurde er durch die Veröffentlichung der neun Bände der Memorie spettanti alla storia, al governo, alla descrizione della città e campagna di Milano (1760–1765), die bis heute eines der grundlegenden Dokumente für die Erforschung dieser Zeit sind. Dafür erhielt er am 26. August 1767 das Amt des Historiographen der Stadt Mailand (erneuert am 28. September 1774) mit einer jährlichen Pension, die ihm von Kaiserin Maria Theresia zugewiesen wurde; außerdem wurde ihm eine Fortsetzung des Werkes in Auftrag gegeben, die er ab 1771 in zwei Bänden veröffentlichte.
Im Laufe seines Lebens bekleidete er auch das Amt des Präsidenten des Monte di Pietà und mehr als einmal das des Präsidenten des öffentlichen Krankenhauses. 1768 belehnte ihn Kaiserin Maria Theresia mit den Lehen von Villapizzone und Vialba, und er nahm den Titel eines Grafen an. Im Jahr 1750 wurde er in das Mailänder Patriziat aufgenommen. Nach einem Schlaganfall 1774 wurde ihm Ruhe verschrieben, doch 1777 wurde er erneut von einem Schlaganfall heimgesucht und verlor den Gebrauch der Sprache. Er starb drei Jahre später in der Weihnachtsnacht 1780 und wurde in Mailand in der Familiengruft in der Kirche San Tomaso in Terramara mit dem Grabstein beigesetzt:
MEMORIAE. AETERNAE / GEORGII. JVLINI / COMITIS. VIALBAE. VILLAEQ. PIZZONI / PATRICII. MEDIOLANENSIS / HISTORIOGRAPHI. PATRIAE / TABVLARIISQUE. CIVICIS. PRAEFECTI / IN. QVO. FVERE / INGENIVM. DOCTRINA / BESCHEIDENHEIT. RELIGIO / ABVNDE. OMNIA. LAVDE. DIGNA / OB. VIII. KAL. JAN. MDCCLXXXI / AET. LXVI / H[oc] M[onumentum] H[eredes] S[equitur]

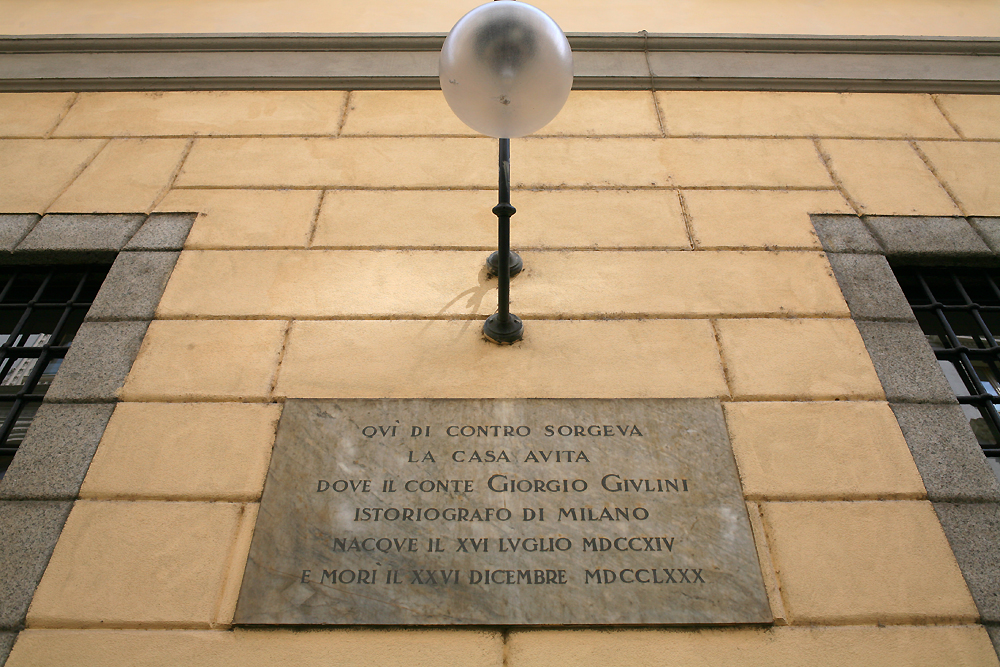
Grabstein in der Via Rovello zur Erinnerung an das Haus des Grafen Giulini

Dieser Grabstein wurde von der Familie in die Villa Giulini (heute Villa San Martino) in Arcore gebracht. Zum Gedenken an den Grafen wurde in Mailand die Via Giorgio Giulini eingeweiht, eine Straße im Zentrum der Stadt, die die Via Dante mit der Via Giovanni sul Muro verbindet und deren Anfang nur wenige Meter vom Standort des Palastes der Familie Giulini in der Via Rovello entfernt ist.

## Werke
- Memorie spettanti alla storia, al governo, ed alla descrizione della Città e della campagna di Milano nei Secoli Bassi. 9 Bände, Mailand 1760–1765;
- Continuazione delle Memorie, ecc. 3 Bände, Mailand 1771–1774;
- Dissertazione sopra Giulia Drusilla, Figlia Di Germanico. In: Raccolta Milanese. Mailand 1756;
- Ragionamento sopra l’Anfiteatro di Milano. In: Raccolta Milanese. Mailand 1757;
- Orazione recitata in morte del conte Giuseppe Maria Imbonati, conservatore perpetuo dell’Accademia Milanese De’ Trasformati, Il Dì Primo Di Settembre 1768. Mailand 1769;
- Resposta a don Ironem Biragh sora el sò proponiment de no fà pu rimm. In: Francesco Cherubini: Collezione delle migliori opere scritte in dialetto milanese. Band IX, Mailand 1816, S. 63–66;
- Memorie spettanti alla storia, al governo, ed alla descrizione della Città e della campagna di Milano nei Secoli Bassi. 7 Bände, Mailand 1854–1857;
- Delle antiche mura di Milano. (Hrsg.) Stucchi Ceretti, Mailand 1916.